# Loewe Technology
Loewe Technology GmbH – niemieckie przedsiębiorstwo zajmujące się produkcją elektroniki użytkowej, założone w 1923 roku przez Siegmunda i Davida Loewe w Berlinie.